# George Hay, 16. Earl of Erroll
George Hay, 16. Earl of Erroll (* 13. Mai 1767; † 14. Juni 1798) war ein schottisch-britischer Peer und Politiker.

## Leben
Hay war der zweite Sohn des James Hay, 15. Earl of Erroll (1726–1778), aus dessen zweiter Ehe mit Isabella Carr (1742–1808). Er war noch minderjährig, als er beim Tod seines Vaters 1778 dessen Adelstitel als 16. Earl of Erroll und 17. Lord Hay, sowie die Chiefwürde des Clan Hay erbte.
1780 trat er als Cornet des 7th Regiment of Dragoons in die British Army ein. 1786 wechselte er als Captain zum 5th Regiment of Dragoons und 1792 zum 58th Regiment of Foot. 1793 wurde er Major des 78th (Highlanders) Regiment of Foot und 1795 Colonel des 1st Regiment of Foot.
1796 wurde er als schottischer Representative Peer ins britische Oberhaus gewählt. 1798 beging er im Alter von 31 Jahren Suizid, nachdem er versehentlich ein ihm vom Premierminister Pitt dem Jüngeren anvertrautes Geheimnis preisgegeben hatte.
Am 25. Januar 1790 hatte er Elizabeth Jemima Blake, Schwester des Joseph Henry Blake, 1. Baron Wallscourt, geheiratet. Die Ehe blieb kinderlos, weshalb sein Bruder William Hay seine Adelstitel erbte. Seine Witwe heiratete 1816 in zweiter Ehe den Unterhausabgeordneten John Hookham Frere († 1831).